# Duncan Watmore
Duncan Watmore (Mánchester, Inglaterra, 8 de marzo de 1994) es un futbolista inglés. Juega como extremo y se encuentra sin equipo tras abandonar el Millwall F. C.

## Clubes
| Club                     | País       | Año       |
| ------------------------ | ---------- | --------- |
| Altrincham F. C.         | Inglaterra | 2012-2013 |
| Sunderland A. F. C.      | Inglaterra | 2013-2020 |
| Hibernian F. C. (cedido) | Escocia    | 2014      |
| Middlesbrough F. C.      | Inglaterra | 2020-2023 |
| Millwall F. C.           | Inglaterra | 2023-2025 |